# Casa Senyorial de Zante
La Casa Senyorial de Zante (en letó: Zantes muižas pils) és una mansió a la històrica regió de Semigàlia, a la parròquia de Zante del Municipi de Kandava de Letònia. L'any 1925 va esdevenir una escola. De 1953 a 1963, la mansió va allotjar l'escola secundària Zante, i actualment l'escola primària Zante.